# Риба еднорог
Рибите еднорози (Lophotus capellei) са вид актиноптери от семейство Лофотови (Lophotidae).
Те са незастрашен вид.
Таксонът е описан за пръв път от Кунрад Якоб Теминк през 1845 година.